# Contexte (média)
Pour les articles homonymes, voir Contexte.
Contexte est un site web s'adressant aux professionnels des politiques publiques françaises et européennes. Il est spécialisé dans les institutions, les politiques publiques et la fabrique de la loi.

## Histoire
Contexte est fondé en 2013 par trois anciens responsables d'Euractiv, Jean-Christophe Boulanger, Clémentine Forissier et Chloé Moitié,. C'est un média de presse professionnelle, qui suit l'élaboration des politiques publiques à Paris et Bruxelles. En 2023, 1 300 organisations (12 000 lecteurs) sont abonnés. Une publication en anglais est prévue en 2025.

## Contenu
L'objectif de ce média est de suivre pour un public de spécialistes, depuis Paris et Bruxelles, la fabrication des politiques publiques concernant la France. Neuf rubriques existent : « pouvoirs », « énergie », « transports », « agro », « environnement », « santé », « e-santé », « tech » et « médias ».

## Activités
Contexte comptait 105 salariés en 2022 pour un chiffre d'affaires de 5,6 millions d'euros. En 2023, Contexte réalise 8 millions d'euros de chiffre d'affaires pour 110 salariés. Le résultat passe à 10,7 millions d'euros en 2024.